# Hyperfunctie
In de wiskunde zijn hyperfuncties veralgemeningen van functies. Een hyperfunctie behandelt de 'sprong' op de grensvlak tussen twee holomorfe functies. Informeel kan men zich hyperfuncties voorstellen als distributies van oneindige orde. Hyperfuncties werden in 1958 door Mikio Sato geïntroduceerd, waarbij hij voortbouwde op eerder werk van Grothendieck en anderen. 

## Formulering
Wij willen dat een hyperfunctie op de reële lijn het "verschil" tussen een holomorfe functie op het bovenhalfvlak en een andere op het onderhalfvlak aangeeft. De eenvoudigste manier om dit bereiken, is om te zeggen dat een hyperfunctie gespecificeerd wordt door een paar {\displaystyle (f,g)}, waarbij {\displaystyle f} een holomorfe functie is op het bovenhalfvlak en {\displaystyle g} een holomorfe functie op het onderhalfvlak is. 
Informeel is de hyperfunctie wat het verschil {\displaystyle f-g} zou zijn op de reële lijn zelf. Dit verschil wordt niet beïnvloed door dezelfde holomorfe functie bij zowel {\displaystyle f} en {\displaystyle g} op te tellen, dus als {\displaystyle h} een holomorfe functie op het gehele complexe vlak is, zijn de hyperfuncties {\displaystyle (f,g)} en {\displaystyle (f+h,g+h)} als equivalent gedefinieerd.

### Definitie in één dimensie
De motivatie kan concreet worden geïmplementeerd door gebruik te maken van ideeën uit de schoofcohomologie. Laat {\displaystyle {\mathcal {O}}} de schoof van holomorfe functies op {\displaystyle \mathbb {C} } zijn. Definieer de hyperfunctions op de reële lijn door 
{\displaystyle {\mathcal {B}}(\mathbb {R} )=H_{\mathbb {R} }^{1}(\mathbb {C} ,{\mathcal {O}})},
de eerste lokale cohomologie groep
Laten {\displaystyle \mathbb {C} ^{+}} en {\displaystyle \mathbb {C} ^{-}} respectievelijk het bovenhalfvlak en onderhalfvlak zijn. Dan geldt
{\displaystyle \mathbb {C} ^{+}\cup \mathbb {C} ^{-}=\mathbb {C} \setminus \mathbb {R} }
zodat
{\displaystyle H_{\mathbb {R} }^{1}(\mathbb {C} ,{\mathcal {O}})=[H^{0}(\mathbb {C} ^{+},{\mathcal {O}})\oplus H^{0}(\mathbb {C} ^{-},{\mathcal {O}})]/H^{0}(\mathbb {C} ,{\mathcal {O}})}
Aangezien de nul-de cohomologiegroep van enige schoof simpelweg de globale secties van deze schoof zijn, zien we dat een hyperfunctie een paar van holomorfe functies is, eentje op de bovenste halfvlak en eentje op het onderste complexe halfvlak modulo gehele holomorfe functies.

## Voorbeelden
- Als {\displaystyle f} enige holomorfe functie op het hele complexe vlak is, dan is de beperking van {\displaystyle f} op de reële as een hyperfunctie, vertegenwoordigd door ofwel {\displaystyle (f,0)} dan wel {\displaystyle (0,-f)}.

- De Dirac-deltafunctie wordt vertegenwoordigd door {\displaystyle \left(-{\frac {1}{2\pi iz}},-{\frac {1}{2\pi iz}}\right)}. Dit is een herformulering van de  Integraalformule van Cauchy.

- Als {\displaystyle g} een continue functie (of meer algemeen een distributie) op de reële lijn is met een drager in een begrensd interval {\displaystyle I}, dan correspondeert {\displaystyle g} met de hyperfunctie {\displaystyle (f,-f)}, waarbij {\displaystyle f} een holomorfe functie op het complement van {\displaystyle I} is, die is gedefinieerd door

{\displaystyle f(z)={1 \over 2\pi i}\int _{x\in I}g(x){\mathrm {d} x \over z-x}}
Deze functie {\displaystyle f} springt in waarde met {\displaystyle g(x)} wanneer de functie de reële-as op het punt {\displaystyle x} overschijdt. De formule voor {\displaystyle f} volgt uit het vorige voorbeeld door {\displaystyle g} te schrijven als de convolutie van zichzelf met de Dirac-deltafunctie.
- Als {\displaystyle f} enige functie, die overal holomorf is, behalve voor een essentiële singulariteit op 0 (bijvoorbeeld {\displaystyle e^{1/z}}), is dan is {\displaystyle (f,-f)} een hyperfunctie met drager 0 die geen distributie is. Als {\displaystyle f} een pool van eindige orde op 0 heeft, dan is {\displaystyle (f,-f)} een distributie, zodat wanneer {\displaystyle f} een essentiële singulariteit heeft, {\displaystyle (f,-f)} eruitziet als een "distributie van oneindige orde" op 0. (Merk op dat de distributies altijd een eindige orde op enig punt hebben.)